# Leszno (powiat łęczycki)
Leszno – wieś w Polsce położona w województwie łódzkim, w powiecie łęczyckim, w gminie Grabów.
Wieś szlachecka położona była w drugiej połowie XVI wieku w powiecie łęczyckim województwa łęczyckiego. W latach 1975–1998 miejscowość należała administracyjnie do województwa konińskiego.

## Zabytki
Nieopodal wsi, tuż przy drodze prowadzącej do Kupinina, znajduje się XIX-wieczny, nieczynny już, cmentarz ewangelicko-augsburski. Mimo że teren nekropolii jest mocno zaniedbany i zarośnięty, to zachowało się na nim kilka zdewastowanych nagrobków z czytelnymi inskrypcjami w języku niemieckim datowanych głównie na pierwszą połowę XX w. Ponadto na cmentarzu znajdują się co najmniej trzy grobowce, współcześnie jednak mocno zdewastowane i bezimienne. Cmentarz ogrodzony jest niewielkim ogrodzeniem z kamieni i cegieł, a na jego teren prowadziła niegdyś murowana brama wejściowa, której filar zachował się do dnia obecnego. Cmentarz posiada status zabytku i podlega ochronie prawnej.